# Viira
Pour les articles homonymes, voir Viira (homonymie).
Viira est un village d'Estonie situé dans la commune de Leisi du comté de Saare.